# 畭町
畭町（はりちょう）は、徳島県阿南市の町名。2014年3月31日現在の人口は1,270人、世帯数は479世帯。郵便番号は〒774-0003。

## 地理
阿南市の北東部に位置し、東は紀伊水道に面し、南は中林町、西は西路見町、北は向原町・福村町・豊益町に接する。

### 小字
- 亀崎
- 三田
- 新はり

## 歴史
元は那賀郡富岡町西路見の一部で昭和33年に阿南市が誕生し、現在の町名となる。

## 施設
- 淡島海岸
- 淡島神社
- 山神神社
- 王子製紙社宅

## 交通

### 道路
都道府県道
- 徳島県道23号富岡港線
- 徳島県道285号戎山中林富岡港線

### 路線バス
徳島バス
- 淡島海岸